# Purepeople
O Purepeople é um site de notícias de celebridades criado na França em 2007 e que pertence ao grupo francês Webedia. Lançado no Brasil em 19 de novembro de 2012, o site na versão brasileira reúne notícias do universo de famosos, TV, cinema, streaming, tendências de estilo, beleza e lifestyle.
O pilar de Beleza & Estilo foi lançado no dia 8 de março de 2018 e desde então o site ampliou a abordagem da cobertura diária para além do entretenimento, ganhando ainda uma nova identidade visual e logomarca.  
A redação fica sediada no Rio de Janeiro e conta com uma equipe dedicada à produção de conteúdos de texto e vídeos para o site e redes sociais, incluindo cobertura de grandes eventos como o Carnaval na Sapucaí, Rock in Rio e São Paulo Fashion Week, além de entrevistas exclusivas com famosos e especialistas de moda, beleza e saúde.  
Segundo a Comscore, o Purepeople Brasil foi o site que mais cresceu no país em 2013 e atualmente tem mais de 18,7 milhões de visitantes únicos por mês (Google Analytics). Já nas redes sociais conta com mais de 3.4 milhões de fãs nas páginas do Instagram, Facebook, Twitter, Pinterest, Youtube, Tiktok e Kwai.